# Penelope Spheeris
Penelope Spheeris (født 2. december 1945) er en amerikansk filminstruktør, filmproducer og screenwriter.

## Film
- Uncle Tom's Fairy Tales (1968)
- I Don't Know (1972)
- The Decline of Western Civilization (1981)
- Suburbia (1984) også kendt som Rebel Streets og The Wild Side
- The Boys Next Door (1985)
- Hollywood Vice Squad (1986)
- Dudes (1987)
- The Decline of Western Civilization II: The Metal Years (1988)
- Thunder and Mud (1990)
- Wayne's World (1992)
- The Beverly Hillbillies (1993)
- The Little Rascals (1994)
- Black Sheep (1996)
- The Decline of Western Civilization III (1998)
- Senseless (1998)
- The Thing in Bob's Garage (1998)
- Hollyweird (1999)
- We Sold Our Souls for Rock 'n Roll (2001)
- Posers (2001)
- Closers (2001)
- The Crooked E: The Unshredded Truth About Enron (2003)
- The Kid & I (2005)
- Gospel According to Janis (2008)